# Anunnaki
Le terme Anunnaki (akkadien) ou Anun-naku, du sumérien A-nun-na(k), désigne dans la mythologie mésopotamienne un groupe de dieux. 
Il prend deux sens différents selon les textes et les époques : 
- dans certains cas, plutôt anciens, il s'agit des principales divinités du panthéon mésopotamien ;
- dans d'autres cas, plutôt récents, il s'agit de divinités liées au Monde souterrain, les Enfers mésopotamiens.

Dans les domaines de la pseudoscience et de la science-fiction contemporaines, ces figures ont été reprises et réinterprétées comme des Extraterrestres venus sur Terre dans l'Antiquité pour apporter leurs savoirs.

## Les sens du terme dans les textes antiques
Dans son sens ancien, aux époques sumérienne et paléo-babylonienne (premiers siècles du IIe millénaire av. J.-C.), le terme Anunnaki désigne de manière collective les divinités les plus importantes du panthéon mésopotamien, organisées autour du grand dieu céleste An/Anu(m). Ils apparaissent sous cette forme dans le Mythe d'Etana comme ceux qui décident du destin, dans le récit sumérien de La mort de Gilgamesh, où le héros leur adresse des offrandes avant de trépasser, dans la fin de l'épilogue du Code de Hammurabi ils sont présentés comme « les dieux puissants du Ciel et de la Terre » et invoqués « tous ensemble » pour maudire quiconque ne respecterait pas ou altèrerait le texte.
Ce mot est parfois employé durant ces mêmes époques en parallèle à un autre, Igigi, qui désigne un groupe de dieux mais dont le sens est débattu par les assyriologues : il se pourrait qu'il s'agisse d'un groupe plus restreint de dieux importants, mais plus simplement il pourrait s'agir d'un synonyme d'Anunnaki. Dans le Mythe d'Atrahasis, daté du XVIIIe siècle av. J.-C., au début du texte il est dit que dans les temps originels les Anunnaki soumettent les Igigi a une corvée pour leur compte, ce qui introduit une distinction entre dieux supérieurs et consommateurs et dieux inférieurs et producteurs. Les Igigi, accablés par le travail, se révoltent et l'homme est créé pour accomplir le labeur à leur place. Mais ailleurs les termes sont employés cote-à-cote et semblent interchangeables, la différence entre les deux s'estompant et rejoignant les définitions vagues de la littérature de la période,.
Quelque part autour du milieu du IIe millénaire av. J.-C. le sens des mots Anunnaki et Igigi évolue : le premier désigne les divinités du Monde souterrain (les Enfers, aussi l'Abîme), donc un groupe de divinités chthoniennes, tandis que le second désigne les divinités du Ciel. Mais d'autres textes distinguent des Anunnaki du Ciel et des Anunnaki du Monde souterrain, ce qui indique qu'il n'y a pas une seule vision des choses.
Le terme Annunaki est également repris dans des textes cunéiformes anatoliens, dans la sphère culturelle hourrite-hittite, où il sert à désigner un groupe de divinités infernales. Dans ce contexte qui présente des contacts culturels avec le monde grec, ils ont pu être rapprochés des Titans de la mythologie grecque par certains universitaires.

## Nombre et organisation du monde divin
Plusieurs textes babyloniens d'époque moyenne, datés des derniers siècles du IIe millénaire av. J.-C., donnent un nombre de 600 Anunnaki. C'est le cas d’Enuma Elish, le principal texte mythologique babylonien, qui précise dans un passage que les 600 Anunnaki sont répartis en deux groupes, à savoir 300 au Ciel et 300 dans le Monde souterrain (VI 39–44). Mais un autre passage du même mythe donne 300 Igigi au Ciel, et 600 autres (les Anunnaki manifestement) dans le monde de l'Abîme (VI 69). Ce dernier passage est selon W. Lambert une glose, appuyée sur un texte topographique de Babylone (Tintir) qui indique que la ville comprend 600 autels pour les Anunnaki et 300 pour les Igigi. Dans une litanie d'époque récente rédigée dans une variante du sumérien employée pour les chants (emesal), une organisation du monde divin est donnée comme suit : 50 grands dieux, 7 dieux des destinées, 300 Anunnaki du Ciel, et 600 Anunnaki du Monde inférieur. Cette division entre 300 Igigi célestes et 600 Anunnaki chthoniens semble la vision dominante de l'époque babylonienne moyenne. Pour les autres périodes les textes mésopotamiens donnant une organisation générale du monde divin sont rares, et présentent des contradictions entre eux, ce qui témoigne d'une absence de tradition unifiée.

## Évocations dans les œuvres culturelles
Les Anunnaki sont présents dans la culture contemporaine, essentiellement dans le domaine de la science-fiction et de la pseudoscience, notamment en lien avec la théorie des anciens astronautes qui y voit des Extraterrestres humanoïdes venus apporter leurs savoirs sur Terre dans l'Antiquité, ou d'une manière générale modifier les destinées de l'humanité.

### Au cinéma et à la télévision
- Dans SeaQuest, police des mers Saison 1 épisode 20.
- Dans le film Phénomènes paranormaux de Olatunde Osunsanmi.
- Dans la série animée Scooby-Doo : Mystères associés, en particulier dans les derniers épisodes de la saison 2 qui clôturent la série ; ils peuvent posséder les animaux et leurs descendants sont des animaux qui parlent, comme Scooby ou le Pr Périclès.
- Dans le film d'horreur Sanitarium, il y a une référence aux Annunakis dans le 3e récit du film.
- Dans la série animée Senki Zesshou Symphogear, il est démontré que ce sont les Annunakis qui ont détruit la tour de Babel durant l'Antiquité et causé la malédiction de Balal, privant l'humanité du langage unifié, empêchant les hommes de se comprendre.
- Dans le film Prometheus, des chercheurs trouvent des fresques et gravures à plusieurs endroits du monde qui représentent toutes un homme qui pointe du doigt un système solaire, ce qui pousse les protagonistes à se rendre jusqu'à une lune dans ce système solaire sur laquelle ils trouvent des constructions extraterrestres gravées de symboles cunéiformes sumériens, en clin d'œil aux Annunakis « dieux venus du ciel sur la Terre » et « créateurs de l'homme » dans les croyances sumériennes.

### Dans la culture musicale
- Dr. Steel fait allusion à Annunaki dans sa chanson Conspiracy.
- Sur l'album Formulas Fatal to the Flesh de Morbid Angel, la chanson Heaving Earth fait explicitement référence aux Anunnaki.
- Venom traite du sujet sur la chanson Annunaki Legacy, sur l'album Fallen Angels.
- Melechesh aborde ce thème sur le morceau Annunaki's golden thrones, sur l'album Sphynx. La plupart de leurs morceaux traitent de légendes sumériennes.
- Apathy en fait référence dans son titre The Grand Leveler sur l'album Connecticut casual.
- Vald sort le single Anunnaki le 7 janvier 2022, ainsi qu'un clip musical du même nom.
- Osirus Jack dans Trilogie en featuring avec RoiHeenok et KakiSantana667, y fait référence dès le début de la chanson.
- Annunaki est le tire d'un single du groupe de metalcore Silent Planet sorti en 2023.

### Dans les jeux
- Dans la série de jeux vidéo Assassin's Creed, les créateurs des artéfacts, ceux-qui-étaient-là-avant, sont parfois désignés sous le terme d'« Annunakis »[8].
- Dans le jeu de rôles Fading Suns, les Anunnakis sont les créateurs des portails de saut.
- Dans les jeux The Conduit et Conduit 2, Anunnaki est citée dans des messages cachées trouvable dans les différents niveaux grâce à l'œil de Tiamat servant à développer le lore de l'univers des jeux.

### Dans la littérature
- Zecharia Sitchin évoque les Anunnakis au travers d'une série de plus de 14 livres, à commencer par La 12ème planète.
- Anton Parks (es) relate le destin des Anunnakis à travers ses livres, notamment dans sa saga Les chroniques du Ğirkú.
- David Icke soutient dans ses essais que des lignées de reptiliens, les Annunakis, contrôlent secrètement la Terre pour l'asservir.
- Anne Robillard présente les Annunakis et Igigis comme des extra-terrestres reptiliens voulant s’emparer de la terre dans sa série « Les Ailes d’Alexanne ».

### Dans la bande dessinée
- Vicente Montalbá, dans l'album Anunnaki, évoque le retour des Anunnakis sur Terre à l'époque moderne.